# Raufen, Seeboden am Millstätter See
Raufen je naselje v Občini Seeboden am Millstätter See v Okraju Špital ob Dravi  na Koroškem v Avstriji.